# Restart Party
I Restart Party sono incontri organizzati da volontari per diffondere la pratica della riparazione, attraverso la promozione al riuso, al riciclo e delle tecniche di riparazione. 

## Storia

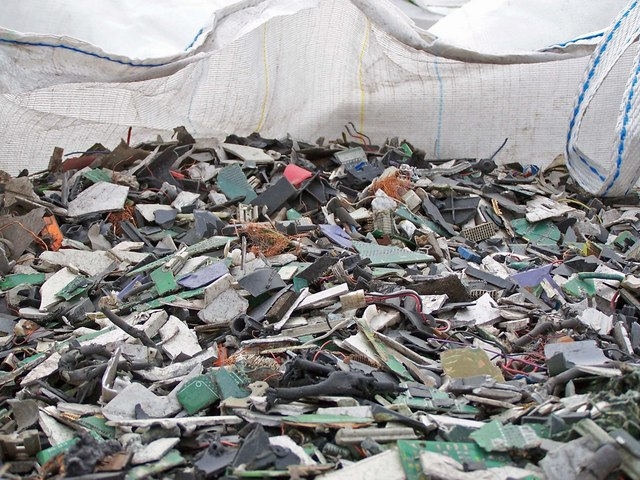
Rifiuti di computer

Il movimento nasce per contrastare la tendenza allo scarto degli oggetti elettrici e elettronici che nel 2019 ha raggiunto la cifra di 53,6 milioni di tonnellate (Mt)  di RAEE con un aumento del 21% in cinque anni.    
Le più di 8.000 riparazioni effettuate dai gruppi Restarter in Europa hanno permesso di evitare l’aggiunta di 22 tonnellate alla montagna di rifiuti elettrici ed elettronici, come pure emissioni di CO2 pari a quasi 335 tonnellate.   
Il movimento, assieme ad altre associazioni, si è anche fatto sostenitore della battaglia per il diritto alla riparazione, per obbligare i produttori a rendere riparabili i loro prodotti combattendo così l'obsolescenza programmata. Finalmente nel 10 luglio 2024 è stata pubblicata sulla Gazzetta Ufficiale dell’UE la Direttiva (UE) 2024/1799, nota al pubblico come "direttiva sul diritto alla riparazione".  
I primi gruppi Restart dedicati a promuovere la riparazione nascono nel 2012 in Gran Bretagna da un’idea di Ugo Vallauri, italiano emigrato in UK e in Italia nel 2013.

## Organizzazione

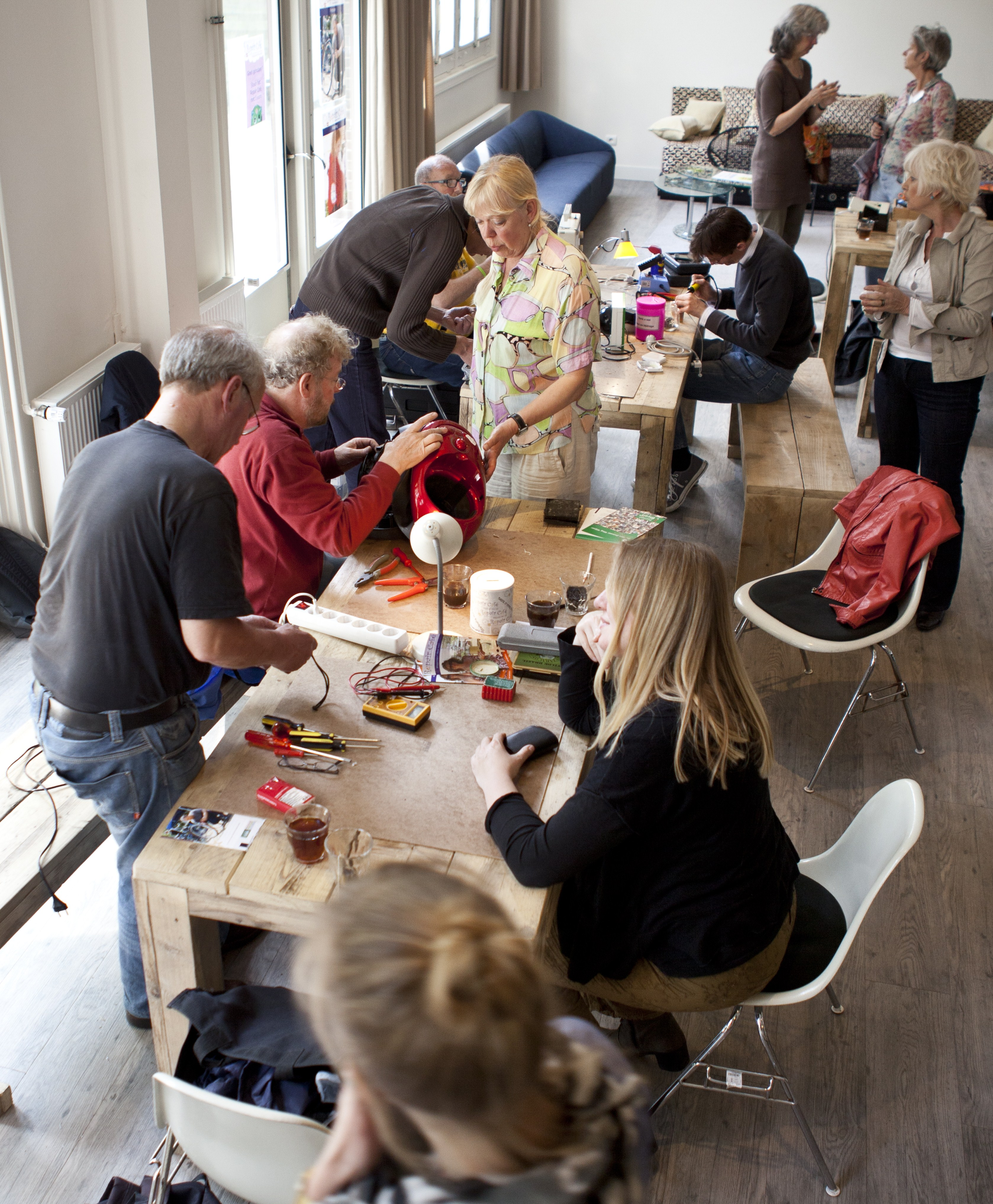
Volontario al lavoro

I Restart party si svolgono in spazi messi a disposizione da circoli, associazioni, enti locali ecc. ove i cittadini sono invitati a recarsi con gli oggetti che intendono riparare. I volontari presenti oltre a cercare di riparare l'oggetto coinvolgono il proprietario dell'oggetto nell'operazione spiegandogli dettagliatamente cosa fanno e come lo fanno ed invitandolo a provare lui stesso a fare la riparazione.
Al termine della riparazione gli oggetti vengono pesati per documentare la quantità di rifiuti salvati da discarica
Attività simili sono svolte dai RepairCaffè, nati in Olanda nel 2009, che sono invece luoghi fisici stabili con apertura regolare che si occupano di queste attività diventando anche centri di aggregazione. I Repair Caffè sono in tutto il mondo, ad aprile 2025, 3500, con 53985 volontari cinvolti e circa 64.782 oggetti riparati al mese
Entrambi fanno parte della Open Repair Alliance, un gruppo internazionale di organizzazioni impegnate a lavorare per un mondo in cui i prodotti elettrici ed elettronici siano più durevoli e più facili da riparare.. 

### Manualistica
Molti di questi gruppo mettono a punto anche manuali per le riparazioni disponibili online

### Eventi

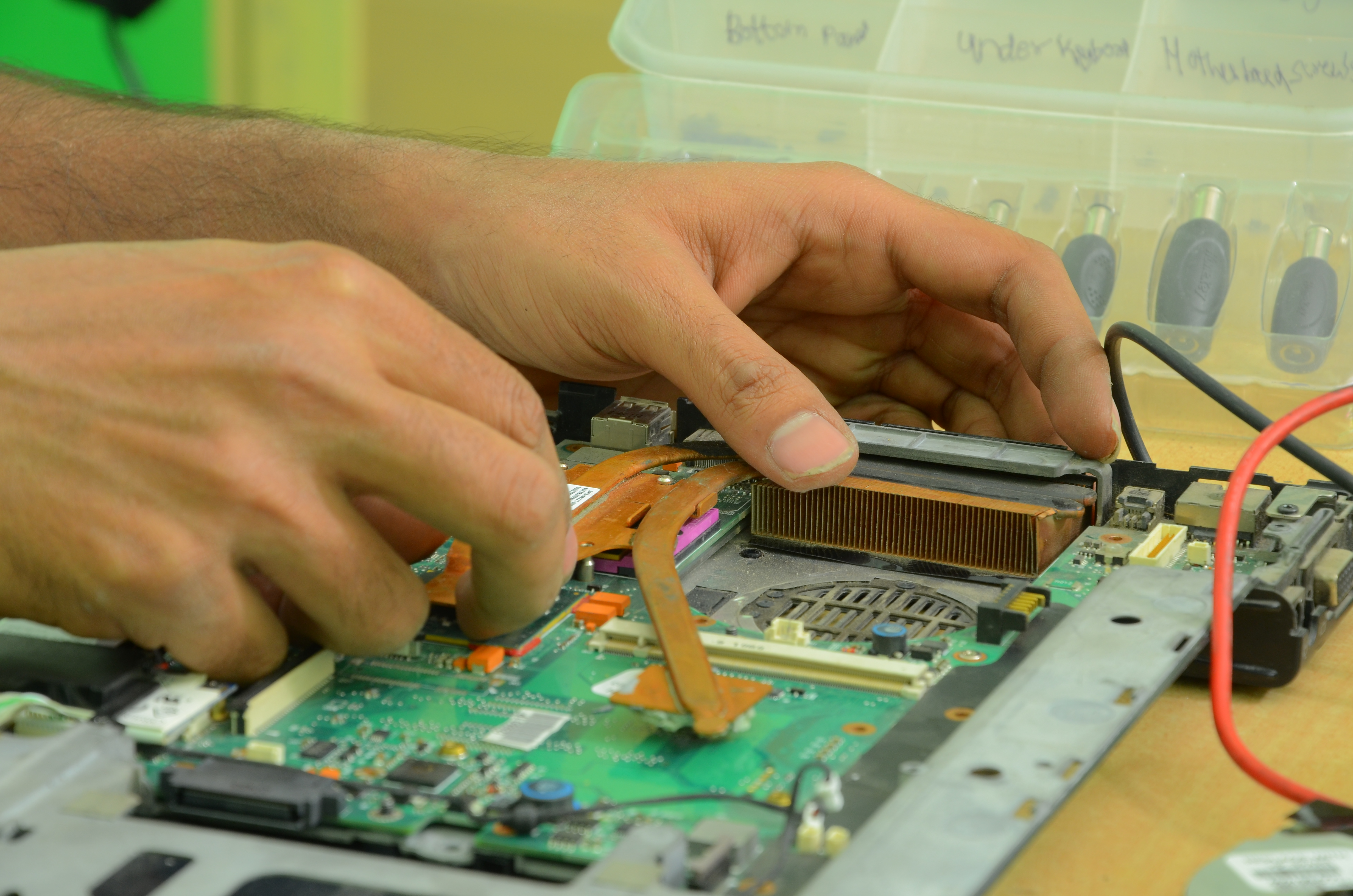
riparazione in corso

- riparazione in corsoIl terzo sabato di ottobre è il Repair Day, una celebrazione mondiale della riparazione  sviluppata insieme all'Open Repair Alliance[14].
- A cadenza variabile i gruppi locali organizzano restart party.

## Italia
In Italia nel 2025 sono attivi i gruppi nelle seguenti città:  Perugia, Venezia (RcV), Roma (Aggiustotutto e San Paolo/Città dell’Utopia), Bologna (Rusko), Milano (Lab Barona), Trentino-Alto Adige, Torino, Firenze, Pavia.
Molti gruppi sono recuperabili su FaceBook.